# 基金达
基金达（羅馬化：Kikinda）是塞尔维亚北部伏伊伏丁那自治省北巴納特區的城市，为北巴纳特区的行政中心。城市辖区面积为782.46平方公里，2022年人口数量为49,326人，中心城区的人口数量为32,084人。

## 友好城市
- 罗马尼亚任博利亞
- 匈牙利基什孔费莱吉哈佐
- 匈牙利孔多罗什（英语：Kondoros）
- 罗马尼亚梅吉迪亚
- 匈牙利大多博什
- 挪威纳尔维克
- 以色列拿撒勒伊利特
- 波斯尼亚和黑塞哥维那普里耶多尔
- 保加利亚锡利斯特拉
- 匈牙利索尔诺克
- 斯洛伐克日利纳